# Maria-Lassnig-Atelier

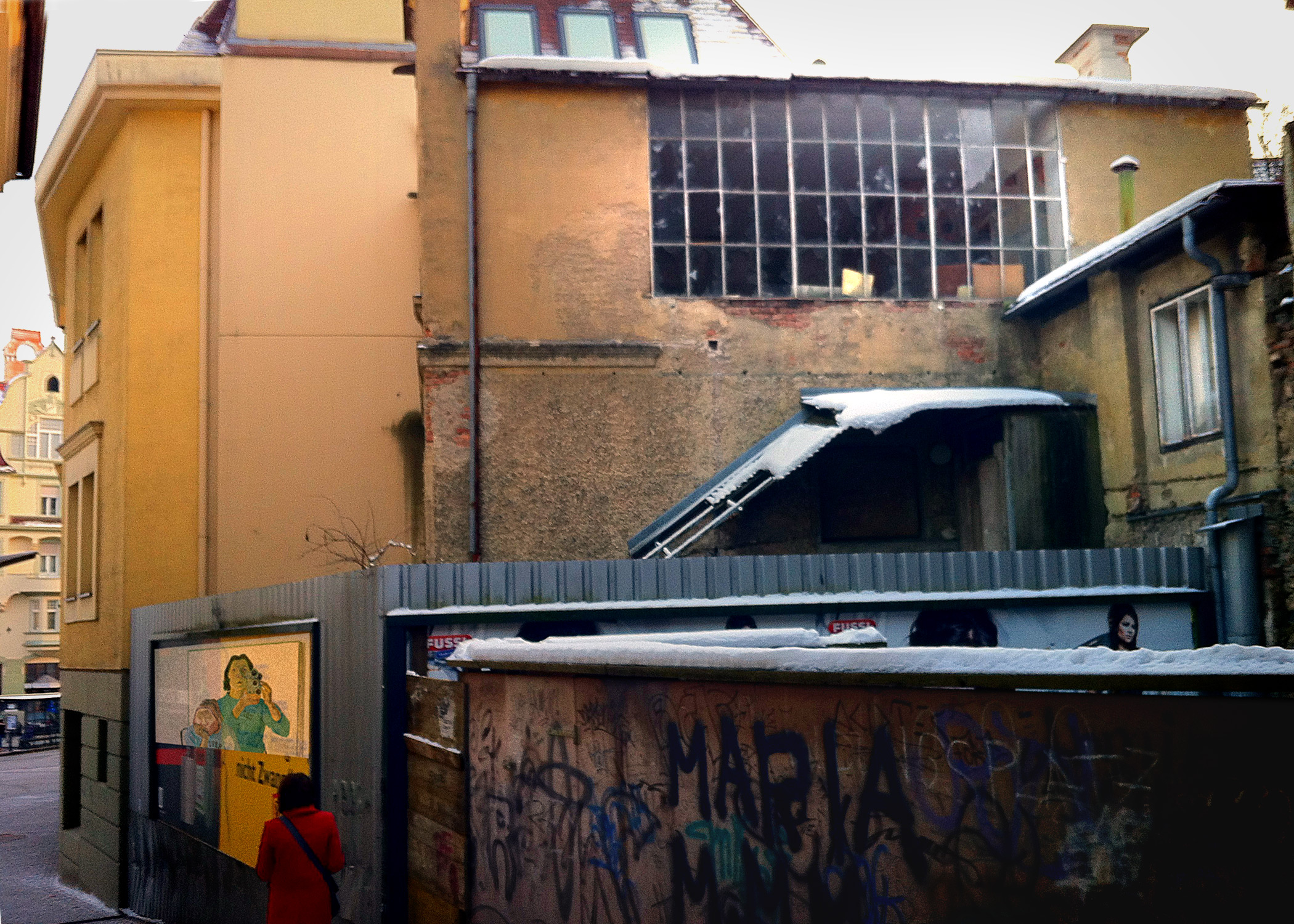
Atelier-Ruine (2013)

Das Maria-Lassnig-Atelier stand in der Klostergasse 1 in der Stadtgemeinde Klagenfurt am Wörthersee in Kärnten. Heute ist es nur noch als Ruine vorhanden.

## Beschreibung
Das Atelier wurde davor von Fotografen genutzt. Maria Lassnig (1919–2014) bezog 1945 hier ihr erstes eigenes Atelier in Klagenfurt. Bald traf sich im Atelier die Avantgarde der Künstler. 1951 verließ Maria Lassnig ihr Atelier und begann eine internationale Karriere in Paris.
Maria Nicolini, sie veröffentlichte 2022 eine Aufsatzsammlung zu Maria Lassnig, kaufte 1980 die Atelier-Ruine. Nach vielen Jahren des Wartens und Überlegens entstand der Plan, das Atelier wiederherzustellen. Das Anliegen wurde mit dem Architekten Gerhard Piber umgesetzt.
Das Atelier war ein nördlicher Zubau an einem im Kern barocken Bürgerhaus am Heiligengeistplatz. 1979 wurde das Bürgerhaus abgebrochen, das Atelier blieb als Ruine erhalten.